# Svend Hjortlund Christensen
Svend Hjortlund Christensen (født 22. januar 1920 i Astrup øst for Hjørring, død 20. april 1998) var en dansk fabrikant og politiker. Han var medlem af Folketinget for Danmarks Retsforbund 1977-1979.
Hjortlund var søn af gårdejer Janus A. Christensen og hustru Emma J. Christensen. Han var handelsskoleuddannet og ansat  i Hjørring Jern- & Stålforretning A/S 1934-1946. Fra 1946 til 1954 var han prokurist i firmaet Ewald Stensen, Hjørring. I 1954 startede Hjortlund familieaktieselskabet Trine Fødevarefabrik A/S i Hjørring. Fabrikken hed fra starten Hjørring Margarine- og Salatfabrik, men frasolgte sin margarineproduktion og skiftede navn til Trine Fødevarefabrik A/S, Hjørring i 1968.
Hjortlund havde poster i Danmarks Retsforbund lokale partiorganisations fra 1942 og var kandidat til Folketinget for partiet i Halvrimmenkredsen og Hjørringkredsen fra 1952. Han blev valgt i Nordjyllands Amtskreds ved valget i 1977 og sad i Folketinget fra 15. februar 1977 til han nedlagde sit mandat 15. marts 1979 hvorefter Ole Flygaard indtrådte i Folketinget i stedet for Hjortlund. Hjortlund var også i 1966-1974 medlem af kommunalbestyrelsen i Hjørring Købstadskommune og (fra 1970) Hjørring Kommune, samt medlem af Hjørring erhvervsråd fra 1960.